# 50768 Ianwessen
50768 Ianwessen este un asteroid din centura principală de asteroizi.

## Descriere
50768 Ianwessen este un asteroid din centura principală de asteroizi. A fost descoperit pe 27 martie 2000 la Eskridge de Gary Hug. Asteroidul prezintă o orbită caracterizată de o semiaxă mare de 2,64 ua, o excentricitate de 0,07 și o înclinație de 12,6° în raport cu ecliptica.